# 加藤聡 (報道記者)
加藤 聡（かとう さとし、1984年9月28日 - ）は、日本テレビの社員、報道記者、元アナウンサー。

## 来歴・人物
巣鴨高等学校卒業後、2003年4月に東京大学文科一類に入学。在学中は学内テニスサークルに所属。アナウンサーへの夢を持ち始め、大学2年の秋に東京アナウンスセミナーへ入門。2006年4月3日放送開始の日本テレビ『ラジかるッ』初期に俳優の斎藤工、桐山漣らとともに「ラジかる5」メンバーとして3ヶ月間だけ出演していた（加藤は「Radi2」）。
1年の留年を経て、大学卒業後の2008年4月に、日本テレビにアナウンサーとして入社。
人事異動により、2010年6月末日を以てアナウンサー職を離れ、報道局に所属となる。 入社して2年でアナウンス部から他部署に異動は異例である。2014年12月まで『news every.』に現場レポーターとして出演していた。2023年10月末を持って日本テレビを退職し、2024年2月1日付で姫路市へ移籍し、総合教育監に就任した。
オーストラリアとカナダにそれぞれ1ヶ月間語学研修に行っていた経験がある。
特技は剣道2段。趣味はスキューバダイビング（PADIオープンウォーターダイバーのライセンスあり）、映画鑑賞（主に邦画）、そして加トちゃんグッズの収集である。
麺類が好物。

## 出演番組

### 学生時代
- ラジかるッ（2006年4月 - 6月）Radi2 - 大学在学中に出演、のちに石井元気に交代

### アナウンサー時代
- 小熊のベア部屋（ナレーター）
- SUPER SURPRISE 火曜日（脳トレーニングコーナーVTRナレーター）
- おもいッきりDON!1025（金曜・エンタメコーナー担当）
- NNNニュースサンデー（2010年4月4日 - 6月27日）
- 日テレNEWS24（月曜日）

### 報道記者時代
- news every.（現場レポーター　2010年7月5日 - 2014年12月26日）
- the SOCIAL（日テレNEWS24）- プロデューサー（2019年8月 - 2020年12月）
- 深層NEWS（BS日テレ、2020年4月10日 - 2022年7月1日） - 隔週金曜キャスター

## 元同期
- 小熊美香（2017年12月退社。 退社後、フリーランスのフリーアナに転身。）
- 佐藤義朗（2022年5月末退社。 退社後、家業を継ぎ、メディアから完全引退した。）

## 関連人物
- 中山秀征（『ラジかるッ』『おもいッきりDON!』『DON!』総合司会）
- 賀集利樹（『ラジかるッ』総合司会）
- 宮崎宣子（同上、元日本テレビアナウンサー）
- 斎藤工（元ラジかる5、Radi1）
- JURI（元ラジかる5、Radi3）
- 桐山漣（元ラジかる5、Radi4）
- 皆川佑馬（元ラジかる5、Radi5）
- 石井元気（元ラジかる5、加藤の後任のRadi2）